# Betta smaragdina
Betta smaragdina е вид лъчеперка от семейство Osphronemidae.

## Разпространение
Видът е разпространен в Камбоджа, Лаос и Тайланд.